# إليوشن إل-8
إليوشن إل-8 (بالإنجليزية: Ilyushin Il-8)‏ هي من صناعة إليوشن. كان أول طيران لها في 10 مايو 1943.